# Prosačov
Prosačov (bis 1927 slowakisch „Prosáčov“; ungarisch Porszács – bis 1907 Proszács) ist eine Gemeinde im Osten der Slowakei mit 228 Einwohnern (Stand 31. Dezember 2024), die im Okres Vranov nad Topľou, einem Teil des Prešovský kraj, liegt.

## Geographie
Die Gemeinde befindet sich im Südteil der Niederen Beskiden im Bergland Ondavská vrchovina, am Bach Babaľovka im Einzugsgebiet des Voliansky potok und weiter der Topľa. Das Ortszentrum liegt auf einer Höhe von 197 m n.m. und ist viereinhalb Kilometer von Hanušovce nad Topľou sowie 26 Kilometer von Vranov nad Topľou entfernt.
Nachbargemeinden sind Kobylnice im Norden, Matiaška im Nordosten, Remeniny im Osten und Südosten, Bystré im Süden und Ďurďoš im Westen.

## Geschichte
Prosačov wurde zum ersten Mal 1363 als Prozach schriftlich erwähnt, weitere historische Bezeichnungen sind unter anderen Prozachov (1410), Prosaczow (1773) und Prossacz (1786). Das Dorf war Teil der Herrschaft von Čičava, ab dem 17. Jahrhundert war es Besitz der Familie Szulyovzsky.
1715 gab es hier sieben verlassene und 11 bewohnte Haushalte. 1787 hatte die Ortschaft 20 Häuser und 160 Einwohner, 1828 zählte man 20 Häuser und 156 Einwohner, die als Köhler und Viehzüchter tätig waren. Von 1850 bis 1880 wanderten viele Einwohner aus.
Bis 1918 gehörte der im Komitat Sáros liegende Ort zum Königreich Ungarn und kam danach zur Tschechoslowakei beziehungsweise heute Slowakei. In der Zeit der ersten tschechoslowakischen Republik war Prosačov ein landwirtschaftlich geprägtes Dorf. Nach dem Zweiten Weltkrieg wurde die örtliche Einheitliche landwirtschaftliche Genossenschaft (Abk. JRD) im Jahr 1958 gegründet, ein Teil der Einwohner pendelte zur Arbeit in Industriegebiete in Prešov.

## Bevölkerung
| Jahr                | 1994 | 2004     | 2014     | 2024    |
| ------------------- | ---- | -------- | -------- | ------- |
| Anzahl der Personen | 154  | 201      | 235      | 228     |
| Unterschied         |      | +30,51 % | +16,91 % | −2,97 % |

| Jahr                | 2023 | 2024    |
| ------------------- | ---- | ------- |
| Anzahl der Personen | 215  | 228     |
| Unterschied         |      | +6,04 % |

Nach der Volkszählung 2011 wohnten in Prosačov 217 Einwohner, davon 193 Slowaken, 20 Roma und ein Tscheche. Drei Einwohner machten keine Angabe zur Ethnie.
162 Einwohner bekannten sich zur griechisch-katholischen Kirche, 19 Einwohner zur römisch-katholischen Kirche, vier Einwohner zu den Zeugen Jehovas und drei Einwohner zur Evangelischen Kirche A. B. 19 Einwohner waren konfessionslos und bei 10 Einwohnern wurde die Konfession nicht ermittelt.

## Bauwerke und Denkmäler
- griechisch-katholische Kirche Entschlafung der allheiligen Gottesmutter aus dem Jahr 1842[6]
- Ruine einer griechisch-katholischen Kirche[7]

## Verkehr
Nach Prosačov führt nur Cesta III. triedy 3631 („Straße 3. Ordnung“) als Abzweig der Cesta III. triedy 3630 zwischen Hanušovce nad Topľou und Remeniny.